# David Avidan
David Avidan (hebräisch דוד אבידן; * 1934 in Tel Aviv; † 11. Mai 1995 ebenda) war ein israelischer „Dichter, Maler, Filmemacher, Publizist, Dramatiker“ (in seinen eigenen Worten).
David Avidan war, zusammen mit Jehuda Amichai und Nathan Sach, einer der drei vorstehenden israelischen Dichter der 1950er und 1960er Jahre, die Hebräisch als Muttersprache sprachen.
Avidan studierte Literaturwissenschaften und Philosophie an der Hebräischen Universität in Jerusalem (ohne Abschluss).
Avidans erstes Buch, "Hähne ohne Lippen" (Hebräisch: "ברזים ערופי שפתיים") aus dem Jahr 1954, wurde von den meisten Kritikern schlecht beurteilt. Die erste gute Rezension wurde von Gabriel Moked verfasst, der später einer seiner engsten Freunde wurde. Sein berühmtestes Buch war "Etwas für jemand" (Hebräisch: "משהו בשביל מישהו") aus dem Jahr 1964.
| Personendaten    | Personendaten               |
| ---------------- | --------------------------- |
| NAME             | Avidan, David               |
| KURZBESCHREIBUNG | israelischer Schriftsteller |
| GEBURTSDATUM     | 1934                        |
| GEBURTSORT       | Tel Aviv                    |
| STERBEDATUM      | 11. Mai 1995                |
| STERBEORT        | Tel Aviv                    |